# Gildia św. Łukasza

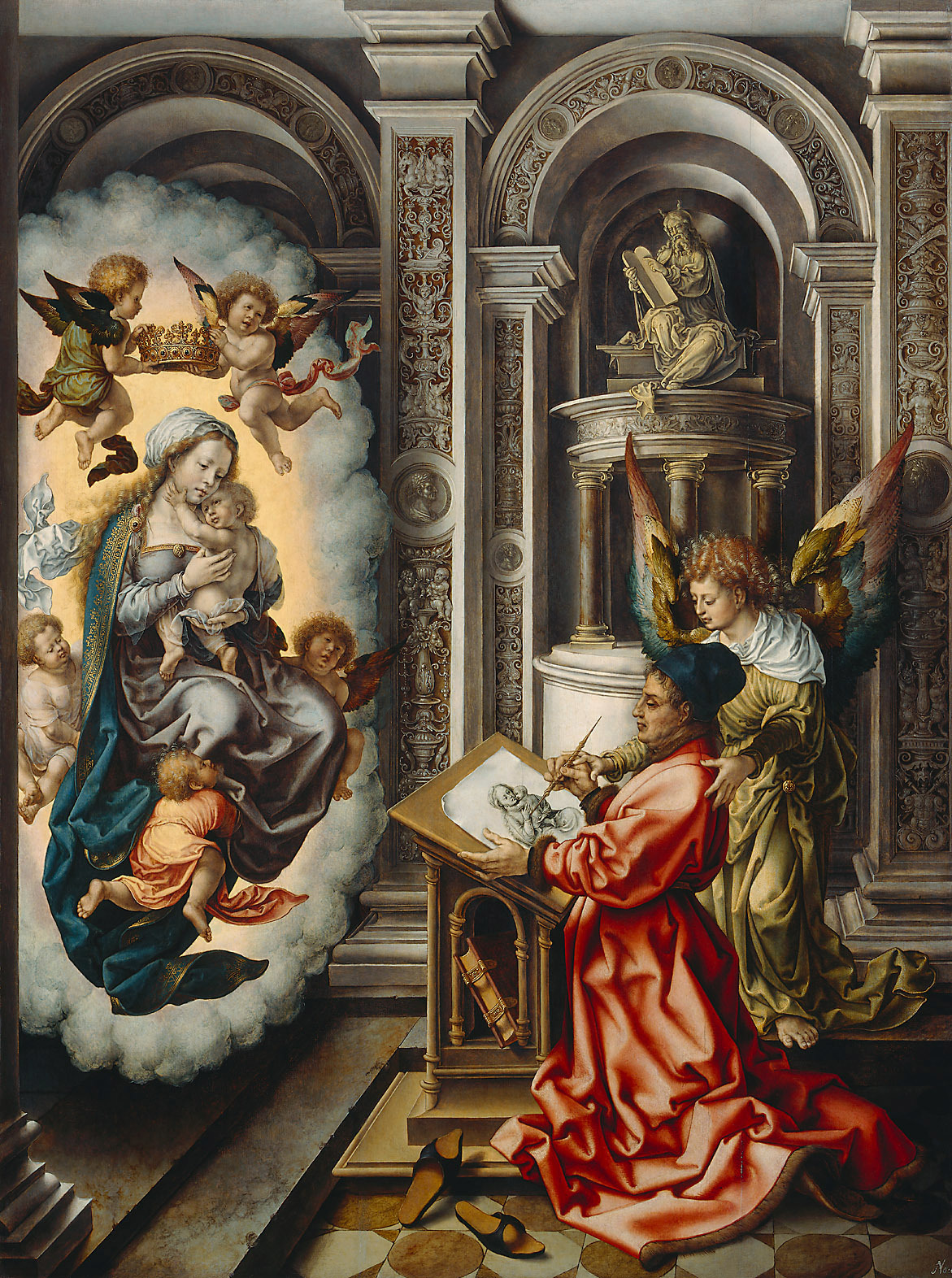
Jan Gossaert Św. Łukasz malujący Madonnę (1520–1525

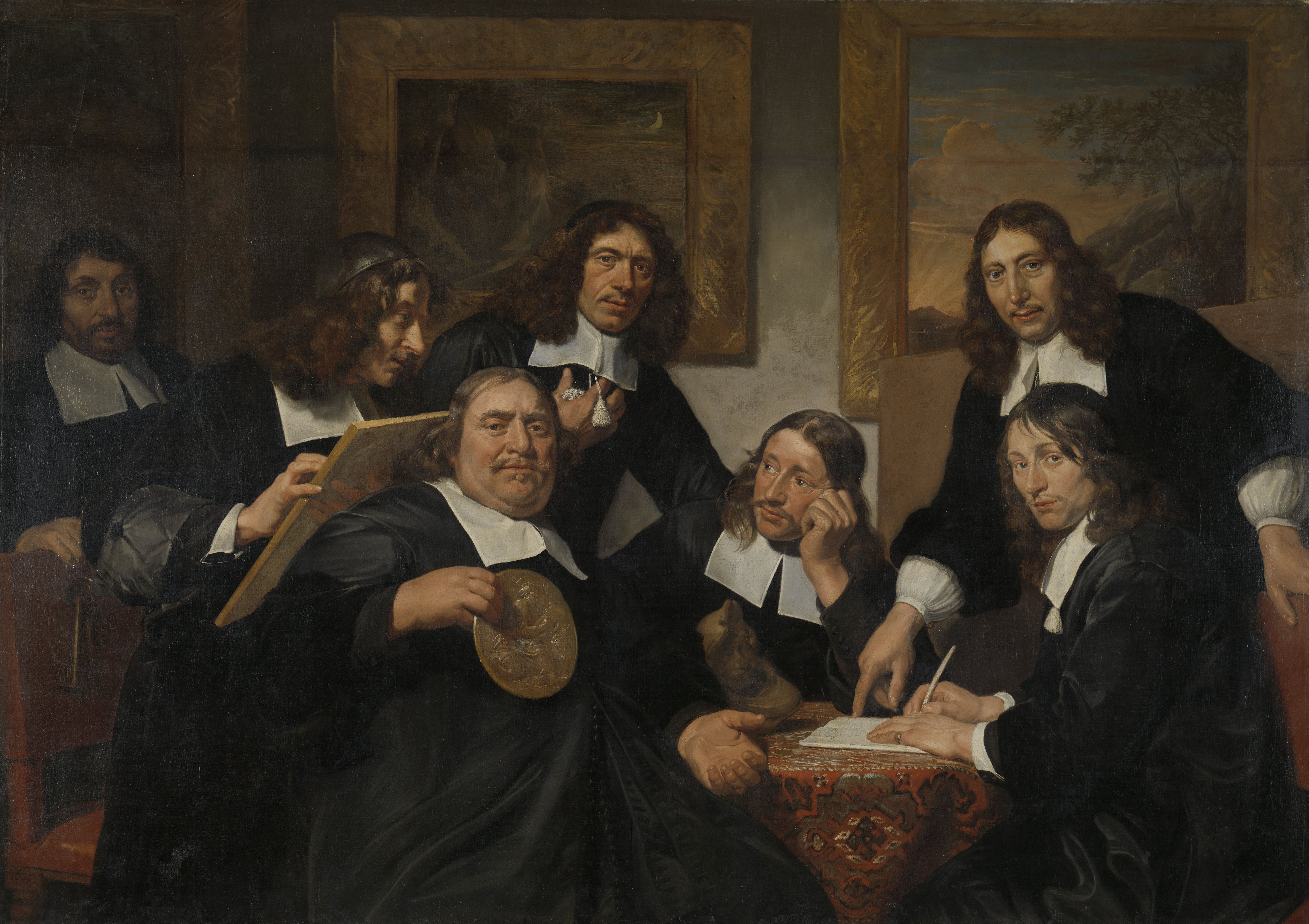
Jan de Bray Dziekani gildii w Haarlemie (1675)

Gildia św. Łukasza – nazwa cechu miejskiego malarzy oraz innych artystów i rzemieślników, nawiązująca do patrona lekarzy i artystów, Łukasza Ewangelisty.

## Główne ośrodki
Gildie św. Łukasza działały we wczesnej epoce nowożytnej Europy, głównie w Niderlandach. Jedną z najsłynniejszych i prawdopodobnie najstarszą była gildia w Antwerpii, która funkcjonowała od 1453 do 1794. We Flandrii działały też gildie w Brugii, Gandawie, Brukseli, Tournai, Middelburgu, zaś gildie holenderskie były w Amsterdamie, Haarlemie, Rotterdamie, Delfcie, Utrechcie, Hadze, Lejdzie, Arnhem, Dordrechcie. Ponadto gildie św. Łukasza miały swoje siedziby także w Würzburgu, Lubece, Wenecji, Florencji, Rzymie, Paryżu, Sewilli, Saragossie i Madrycie.
Cech św. Łukasza reprezentował nie tylko malarzy, rzeźbiarzy i innych artystów sztuk plastycznych, ale także złotników, hafciarzy, gobeliniarzy, grawerów, szklarzy, garncarzy, drukarzy, księgarzy, introligatorów, budowniczych klawesynów, handlarzy dziełami sztuki.

## Członkostwo
W większości miast, władze lokalne przyznawały gildii uprawnienia do regulowania określonych rodzajów handlu w mieście. Aby jednak artysta mógł prowadzić pracownie, przyjmować uczniów i sprzedawać publicznie obrazy, wymagane było nie tylko przyjęcie i opłacenie obywatelstwa danego miasta, ale także 
członkostwo w gildii. Przynależność do cechu malarzy zapewniała artystom większe bezpieczeństwo w czasach niestabilności gospodarczej, gwaranowała promocję poprzez wykluczenie konkurencji ze strony twórców nie zrzeszonych w gildii. Gildie w Antwerpii i Brugii miały nawet własny salon wystawowy lub stoiska, z których członkowie mogli bezpośrednio sprzedawać obrazy swoje lub innych artystów.
Ogólne zasady członkostwa, przyjęte we wcześniej założonych i dobrze funkcjonujących gildiach były naśladowane w innych miastach, choć nierzadko różniły się w szczegółach. Aby zostać członkiem gildii, kandydat musiał praktykować u mistrza, przez od trzech do sześciu, a nawet dziewięciu lat (w zależności od gildii). Na kandydatów przyjmowano zwykle chłopców w wieku 12-14 lat. W niektórych gildiach mistrz mógł prowadzić tylko ograniczoną liczbę uczniów, inne stosowały takie ograniczenie wyłącznie w stosunku do malarzy pokojowych. Uczeń nie mógł sygnować ani sprzedawać swoich prac, namalowane przez niego obrazy stawały się własnością mistrza, które mógł sprzedawać jako swoje. Po ukończeniu praktyki i zaprezentowaniu swojego obrazu uczeń otrzymywał tytuł mistrza i członkostwo w gildii, choć nie w każdej gildii własnoręcznie namalowany obraz był wymogiem koniecznym. Synowie mistrzów (jak np. Pieter Meulener) zapisywani byli do gildii od razu z tytułem mistrza (wijnmeester), bez obowiązku odbycia wieloletniej praktyki. Prawa mistrzowskie można było uzyskać w wielu gildiach.

## Znani malarze – członkowie gildii św. Łukasza
(w nawiasie rok przystąpienia do gildii, na podstawie RKD)

### w Antwerpii
- Pieter Coecke van Aelst (1527)
- Hans Bol (1574)
- Chrispijn van den Broeck (1550/1551)
- Pieter Bruegel (starszy) (1551)
- Pieter Brueghel (młodszy) (1685)
- Gillis Coignet (1561; dziekan: 1583 lub 1585)
- David de Coninck  (1663)
- Gonzales Coques (1640/1641)
- Joos van Craesbeeck (1633)
- Hieronymus Galle (1645/1646)
- Georg Geldorp (1610)
- Jan Pauwel Gillemans (starszy) (1647/1648)
- Jacob van Hulsdonck (1608)
- Alexander Keirincx (1619)
- Jan van Kessel (starszy) (1644/1645)
- Christoffel Jacobsz. van der Laemen (1636/1637)
- Quentin Massys (1491)
- Jan Meyssens (1640/1641)
- Adam van Noort (1587; dziekan: 1597)
- Erasmus Quellinus (młodszy) (1633/1634)
- Theodoor Rombouts (1625; dziekan: 1628–1630)
- Peter Paul Rubens (1598)
- Pieter Snayers (1612)
- Frans Snyders (1602)
- Hendrik van Steenwijck Starszy (1577)
- Adriaen van Utrecht (1625)
- Tobias Verhaecht (1590)
- Martin de Vos (1558; dziekan: 1571/1572)

### W Brugii
- Gerard David (1484; dziekan: 1501)
- Pieter Pourbus (1543 dziekan: (1569/1570 i 1580/1581)

### w Gandawie
- Hugo van der Goes (1467; dziekan: 1473–1475)

### w Brukseli
- Lucas Achtschellinck (1657)
- Denis van Alsloot (1599)
- Jacques d’Arthois (1634)
- David de Coninck (1701)
- Victor Honoré Janssens (1689)
- Antoon Sallaert (1613; dziekan: 1633, 1648)
- Mathys Schoevaerdts (1690, dziekan: 1692–1696)
- Pieter Snayers (1628)
- Vrancke van der Stockt (1445)
- Michiel Sweerts (1659)
- Lodewijk de Vadder (1628)

### w Amsterdamie
- Rembrandt (1634)

### w Delfcie
- Carel Fabritius (1652)
- Pieter de Hooch (1655)
- Jan Vermeer (1653; dziekan: 1662–1664)
- Hendrick Cornelisz. van Vliet (1632)

### w Haarlemie
- Jan de Bray (dziekan: 1671/1672, 1676, 1681 i 1684/1685)
- Sara van Baalbergen (1631, pierwsza członkini)
- Floris van Dijck (1610; dziekan: 1637)
- Cornelis van Haarlem
- Frans Hals(1610, przewodniczący: 1644)
- Dirck Hals (1627)
- Judith Leyster (1633)
- Karel van Mander (1584)
- Adriaen van Ostade (przed 1634; dziekan: 1662/1663)
- Jacob van Ruisdael (1648)

### w Lejdzie
- Quirijn van Brekelenkam (1648)
- Barent Fabritius (1658)
- Gabriël Metsu (1648)
- Frans van Mieris Starszy (1658)
- Pieter de Ring (1648)
- Jan Steen (1648, dziekan: 1674)